# Aranyosom, hogy vegyelek
Az Aranyosom, hogy vegyelek lengyel népdal. Frédéric Chopin lengyel zeneszerző G moll mazurkájában felhasználta a népdalt.

## Kotta és dallam
| Hogy repüljek én tehozzád, nem vagyok madár. Nincsen szárnyam, kék egekbe nem vihetlek ám! Sejehaj, kis virágszál, nem vihetlek ám! | Mint a rétnek jó illatát, elfújnálak én, De szellőcske nem lehetek, nem lehetek én. Sejehaj, kis virágszál, nem lehetek én. |

## Felvételek
- Aranyosom. YouTube (2013. február 14.)  (Hozzáférés: 2016. augusztus 12.) (audió, fényképsorozat)
- A mi dalaink. Összeállította: Ugrin Gábor. Budapest: Tankönyvkiadó.  177. o.